# Шаталин, Алексей Николаевич

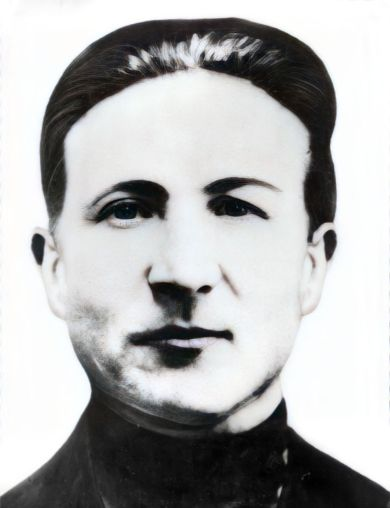
Шаталин А. Н.

Алексе́й Никола́евич Шата́лин (27 марта 1908, дер. Крутой Верх Тульской области — 26 июля 1944, недалеко от г. Зарасай, Литовская ССР) — гвардии старший сержант Красной Армии, участник Великой Отечественной войны, Герой Советского Союза (1944). Командир орудия 60-го гвардейского отдельного истребительно-противотанкового дивизиона, 51-я гвардейская стрелковая дивизия, 6-я гвардейская армия, 1-й Прибалтийский фронт.

## Биография
Родился 27 марта 1908 года в деревне Крутой Верх (ныне — в Узловском районе Тульской области) в семье крестьянина. Русский. Член ВКП(б) с 1943 года. Окончил 4 класса, работал кузнецом в колхозе.
В Красной Армии с июля 1941 года, через месяц — в действующей армии.
В боях 23 июня 1944 года в районе деревни Сиротино (Шумилинский район Витебской области) огнём орудия уничтожил большое количество солдат и техники противника, чем обеспечил на своем участке прорыв его обороны, а через два дня прикрывал форсирование Западной Двины у деревни Болбечье (Бешенковичский район Витебской области).
Указом Президиума Верховного Совета СССР от 22 июля 1944 года гвардии старшему сержанту Шаталину Алексею Николаевичу присвоено звание Героя Советского Союза с вручением ордена Ленина и медали «Золотая Звезда». Награждён орденом Славы 3 степени, медалью.
Погиб в бою 26 июля 1944 года, похоронен на военном кладбище в городе Зарасай Литовской Республики. Память о нём увековечена в памятнике тулякам — Героям Советского Союза в Туле. Его именем названы улица в Зарасае и школа на родине.